# 名偵探

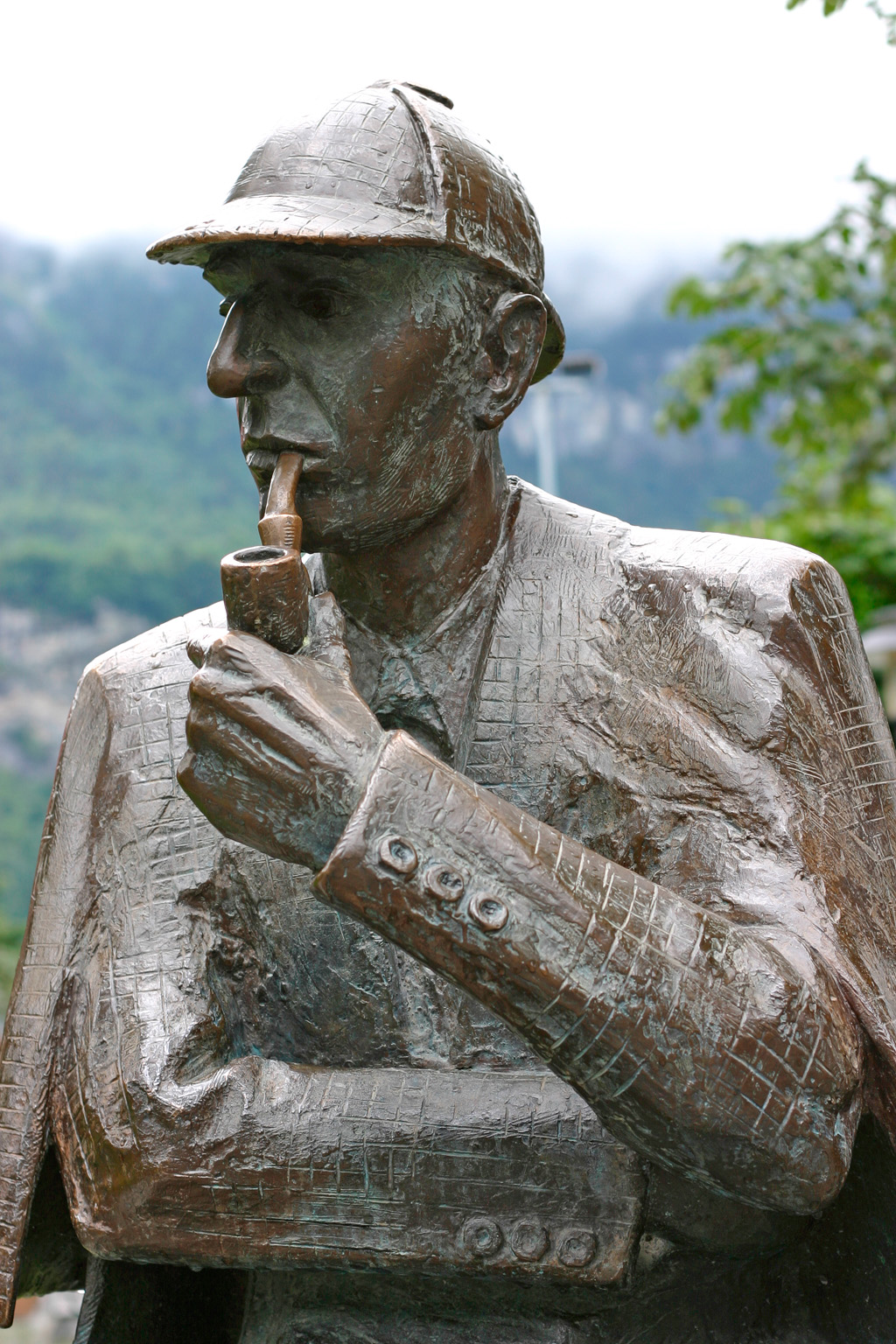
名偵探的代名詞、福尔摩斯雕像

名偵探多指在推理小说這類作品中的偵探，用以區分普通的偵探。史上第一位名偵探為美國推理小說作家爱伦·坡筆下的名偵探C·奧古斯特·杜邦，出現於《莫爾格街兇殺案》中。後來英國推理小說作家亞瑟·柯南·道爾受其啓發創造出的名偵探夏洛克·福爾摩斯，推理小說逐漸自成一格。福爾摩斯也成為小說中名偵探的經典；「名偵探與助手」的搭擋模式由此展開，直至後來被封為「謀殺天后」的英國偵探小說作家阿加莎·克里斯蒂筆下的比利時偵探赫丘勒·白羅與海斯汀、美國推理小說作家艾勒里·昆恩（Ellery Queen）筆下的同名偵探艾勒里與其警探父親、近代日本推理小說作家島田莊司筆下的御手洗潔與石岡和己等等，皆或多或少延用了這樣一個名偵探與其助手的模式。

## 排行

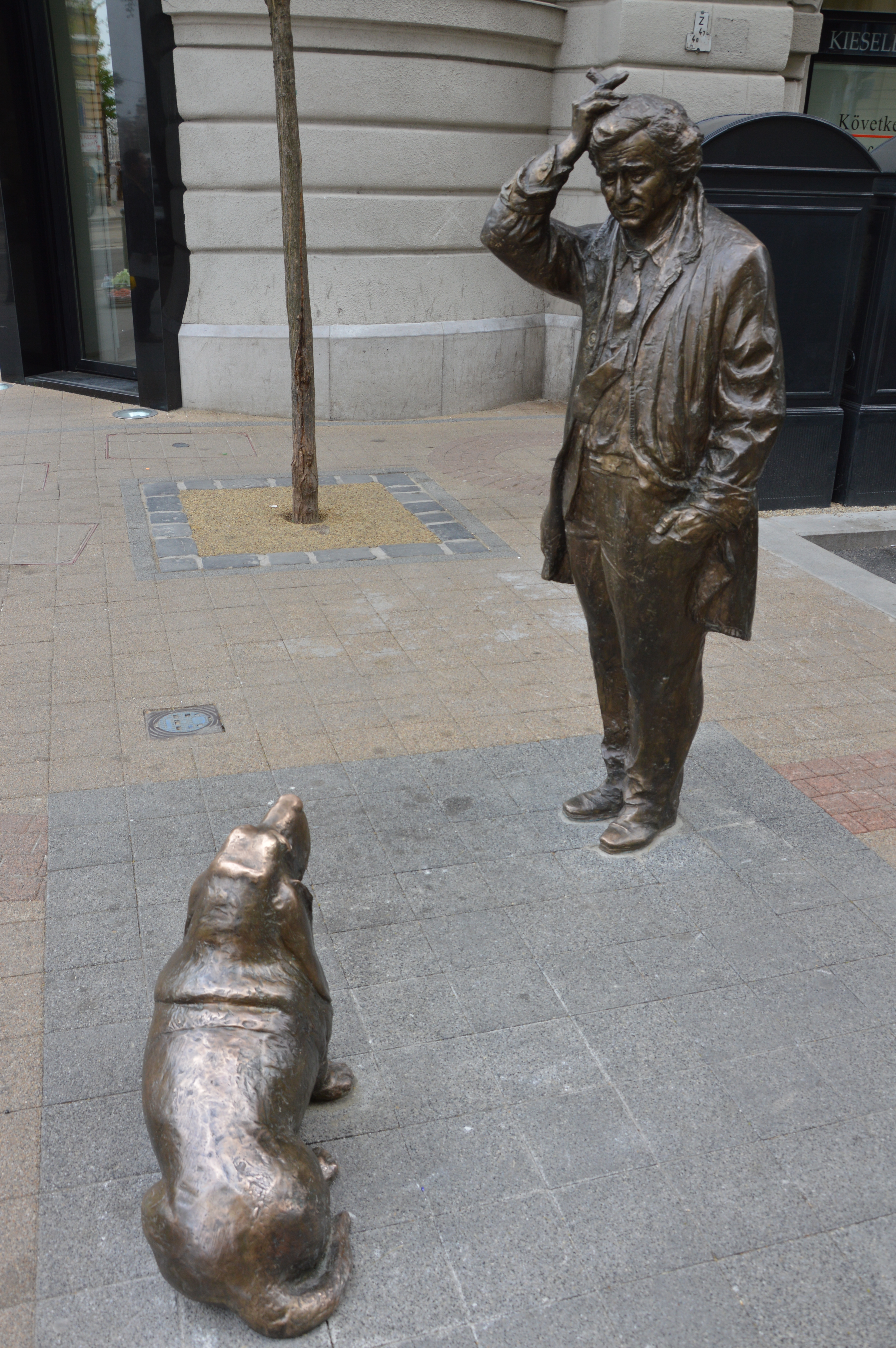
可倫坡被普遍認為是最佳電視原創名偵探。

據2012年，日本權威媒體朝日新聞的問卷調查「最難忘的名偵探」，前20名分別是：
| 排名 | 名稱                  |
| ---- | --------------------- |
| 1位  | 可倫坡                |
| 2位  | 夏洛克·福爾摩斯       |
| 3位  | 金田一耕助            |
| 4位  | 明智小五郎            |
| 5位  | 赫丘勒·白羅           |
| 6位  | 工藤新一 / 江戶川柯南 |
| 7位  | 杉下右京              |
| 8位  | 浅見光彦              |
| 9位  | 湯川學                |
| 10位 | 十津川省三            |
| 11位 | 瑪波小姐              |
| 12位 | 亞森·羅蘋             |
| 13位 | 三色貓福爾摩斯        |
| 14位 | 艾勒里·昆恩           |
| 15位 | 詹姆士·龐德           |
| 16位 | 佩瑞·梅森             |
| 17位 | 鮫島警部              |
| 18位 | 杰西卡·弗莱彻         |
| 19位 | 半七                  |
| 20位 | 凱·史卡佩塔           |

## 小說中的名偵探
此處將小說裡被創造出的名偵探做個簡介，主要以歐美與日系分類，华人偵探由於多為外人創作，然仍與他人有些不同特色，故將獨立一區。

### 歐美
- C·奧古斯特·杜邦（C. Auguste Dupin）：美國小說作家愛倫·坡筆下的名偵探。是推理小說世界裡的第一位偵探，也成為許多後起者的典範。
- 夏洛克·福爾摩斯（Sherlock Holmes）：英國推理小說作家亞瑟·柯南·道爾筆下的名偵探，是“名偵探”的代名詞。愛抽煙，很注意現場細節，性格怪癖，知識廣而雜，重於學習對推理有幫助的任何學識。助手是華生医生。
- 亞森·羅蘋（Arsène Lupin）：法國推理小說作家莫理斯·盧布朗所創造的怪盜紳士，風度翩翩的怪盜。不殺人而愛劫富濟貧。
- 赫丘勒·白羅（Hercule Poirot）：為英國偵探小說作家阿嘉莎·克莉絲蒂筆下的第一名偵探，比利時前警探，蛋型頭顱和他自傲的八字鬍是他的特色，有潔癖。對案件偵察重視人的心理而非現場採證。助手為海斯汀。
- 珍·瑪波（Jane Marple）：同為阿嘉莎·克莉絲蒂所創，出場時即七十多歲，為一和藹的獨身老婆婆。遇見案件時重於與相關人物交談，認為聊天最能發現謊言，同樣重於人性因素。所谓“安乐椅上的侦探”的典型。
- 艾勒里·昆恩（Ellery Queen）：美國推理小說作家艾勒里·昆恩所創造的同名偵探，此角色一樣也是推理小說作家，有一個警探父親。
- 哲瑞·雷恩（Drury Lane）：同為艾勒里·昆恩所創，為一已退休莎劇演員，耳聾，然能快速閱讀唇語。極愛莎士比亞。
- 菲洛·凡斯（Philo Vance）：美國小說作家范·達因筆下的偵探，為藝術鑑賞家，擅長以心理分析進行推理。
- 馬修·史卡德（Matthew Scudder）：美國推理小說作家卜洛克所創的名偵探，一位因誤射小女孩而酗酒、辭職的警官，之後從事私人偵探並參加匿名戒酒俱樂部，但仍然最愛飲波本威士忌。活動在紐約，是典型的「駐市偵探」。
- 賴唐諾（Donald Lam）：史丹利·賈德諾筆下一名身材瘦小乾癟的私家偵探助理，曾為執業律師，後吊銷了律師資格，因此經常利用法律漏洞逃避警方追捕。
- 菲利普·馬洛（Philip Marlowe）：美國推理小說作家雷蒙德·錢德勒筆下的一名美男子私家偵探，在好莱坞一角开设侦探事务所的他，原本是个警察。
- 羅柏·蘭登(Robert Langdon)：嚴格說起來不是一位偵探，是美國推理小說作家丹·布朗筆下的一名原創角色，職業是宗教符號學教授，在《天使與魔鬼》、《達文西密碼》、《失落的符號》、《地獄》四則故事中，帶領讀者解開了許多歷史疑雲。
- 林肯·萊姆(Lincoln Rhyme)：美國偵探小說作家傑佛瑞·迪佛筆下的一位現代的物證偵探，之前探案時因意外而導致全身癱瘓，由《人骨拼圖》一書一舉成名。
- 傑克·李奇(Jack Reacher)：李‧查德筆下的一位四處流浪的退役美國憲兵，膽識過人，擁有高超的武打技術，首度出現於長篇小說《地獄藍調》中。

### 日本
日本推理小說中的三大名偵探，分別為金田一耕助、明智小五郎以及神津恭介。三位虛構偵探的歷史地位和影響力，代表了一個時代約定俗成的稱謂，就和中國古典四大名著一樣。但是如今內田康夫筆下的淺見光彥卻因為漫畫作者青山剛昌的錯誤介紹以及該系列日劇的成功，被華語讀者錯誤當成日本第三大偵探。
1. 金田一耕助 (きんだいち こうすけ)：横沟正史笔下的名侦探，衣着打扮十分邋遢，据说是为了更好的探察情况。金田一是少有十分重视警察关系的侦探，和他合作的警官包括矶川警部、等等力警部、橘警部等人。
2. 明智小五郎 (あけち こごろう)：江户川乱步创作的绅士侦探，外表风流倜傥。助手包括夫人明智文代和小林芳雄。他的死敌有二十面相和黄金假面人。
3. 神津恭介 (かみづ きょうすけ)：高木彬光創作的天才型偵探，人稱推理機器。東大法醫學副教授，精通多國語言。以驚奇之姿登場於作者的第一部作品《刺青殺人事件》。

除了三大名偵探外，以下角色也是頗為知名的偵探：
- 御手洗潔 (みたらい きよし)：島田莊司創作的古怪名偵探，名字經常被人取笑，因為御手洗在日文與洗手間同義，在《占星術殺人魔法》中崛起。
- 島田潔 (しまだ きよし)：綾辻行人筆下的偵探，在作者的《館》系列作品裡相當活躍。
- 十津川警部 (とつがわけいぶ)：本名十津川省三，是西村京太郎筆下旅情推理小說常出現的人物，任職於東京都警視廳，與屬下龜井刑事曾被戲稱為日本最忙碌的警察。
- 浅见光彦 (あさみ みつひこ)：內田康夫筆下的偵探，自由撰稿人。
- 火村英生 (ひむら ひでお)：有栖川有栖筆下的偵探，犯罪社會學副教授，初次登場的作品是《第46號密室》，屬於靈光一閃的天才型偵探。
- 錢形平次 (ぜにがた へいじ)：野村胡堂所著的《錢形平次捕物控》中的主人翁。
- 犀川創平 (さいかわ　そうへい)：森博嗣所創作的偵探，活躍於《犀川&萌繪》系列，是一位理工科大學教授，因其恩師的女兒—西之園萌繪之故而時常捲入謀殺案中。
- 二階堂蘭子：活躍於二階堂黎人的小說作品之中，其中目前世界上最長的推理小說《恐怖的人狼城》即其活躍的作品之一。
- 湯川學：東野圭吾所著的《偵探伽利略》中的主人翁，因行為思想怪異而被人稱為怪人伽利略。
- 鮫島警部：大澤在昌所著的《新宿鮫》系列中的主人翁。

### 台灣
- 曹老人：林熊生所著的《龍山寺的曹老人》系列的主人翁。類似「安樂椅偵探」。
- 張鈞見：皇冠大眾小說獎第四屆得主既晴筆下連續性推理小說的主角。
- 林若平：人狼城推理文學獎第二屆首獎得主林斯諺筆下的偵探角色。
- 秦博士：資深推理作家藍霄筆下的名偵探。

### 其他华人地區
- 陳查禮：美國作家厄爾·畢格斯（Earl Derr Biggers）筆下華人偵探。
- 狄仁傑：最早在清朝小說《狄公案》中出現。同時也是高罗佩的《大唐狄公案》、朱小棣的《新狄公案》等作家中的偵探。
- 陶展文：歷史小說家、推理小說家陳舜臣筆下名探。
- 霍桑：程小青笔下的一名侦探。
- 包拯：《包公案》是中國著名的推理小说，背景在北宋，主角為包拯（亦有人稱其為包青天）。
- 宋悟奇：张碧梧第二部侦探小说《宋悟奇家庭侦探新探案》的主角。
- 关振铎：香港作家陈浩基代表作《13·67》里的一名警察，徒弟叫骆小明。

## 影視中的名偵探
- 歐美：可倫坡（Columbo） 、蒙克（Monk）、貝諾瓦·白朗 Benoit Blanc
- 日本：古畑任三郎、杉下右京、柴田純、山田奈緒子

## ACG的名侦探
- 金田一一
- 江户川柯南（工藤新一）
- 灯马想
- 小Q
- L - 死亡筆記本中的偵探
- 折木奉太郎：動畫《冰菓》男主角，改編自米澤穗信的「古籍研究社」系列推理小說，遵守「節能」主義信條，善於解開校園生活中的各種謎團，日常推理作品代表性偵探之一。
- 岩永琴子：動畫《虛構推理》女主角，改編自城平京推理小說。幼時曾離奇失蹤一段時間後身體殘缺並停止身體成長，卻擁有與妖怪溝通的能力，依靠邏輯推理「虛構」出的真相解決妖怪與人類的糾紛或難題。

## 现实中的名侦探
- 歐美：罗伯特·莱斯勒（英语：Robert Ressler）
- 美国华裔：李昌鈺